# Sympherta kasparyani
Sympherta kasparyani är en stekelart som beskrevs av Hinz 1991. Sympherta kasparyani ingår i släktet Sympherta och familjen brokparasitsteklar. Utöver nominatformen finns också underarten S. k. sachalini.